# 马瑞华
马瑞华（1917年7月—2008年12月29日），曾用名马志远，男，河南清丰人，中华人民共和国政治人物，曾任中共天津市委常委、组织部部长，河南省人大常委会副主任。